# بيل غورلي
بيل غورلي (بالإنجليزية: Bill Gurley)‏ هو شخصية أعمال أمريكي، ولد في 10 مايو 1966 في ديكينسون في الولايات المتحدة.